# Friedrich von Waldburg-Wolfegg-Waldsee (1861–1895)
Erbgraf Friedrich von Waldburg zu Wolfegg und Waldsee, später Pater Friedrich de Waldburg SJ (* 29. September 1861 auf Schloss Zeil; † 21. April 1895 in Ditton bei Widnes) war ein deutscher Jesuit.

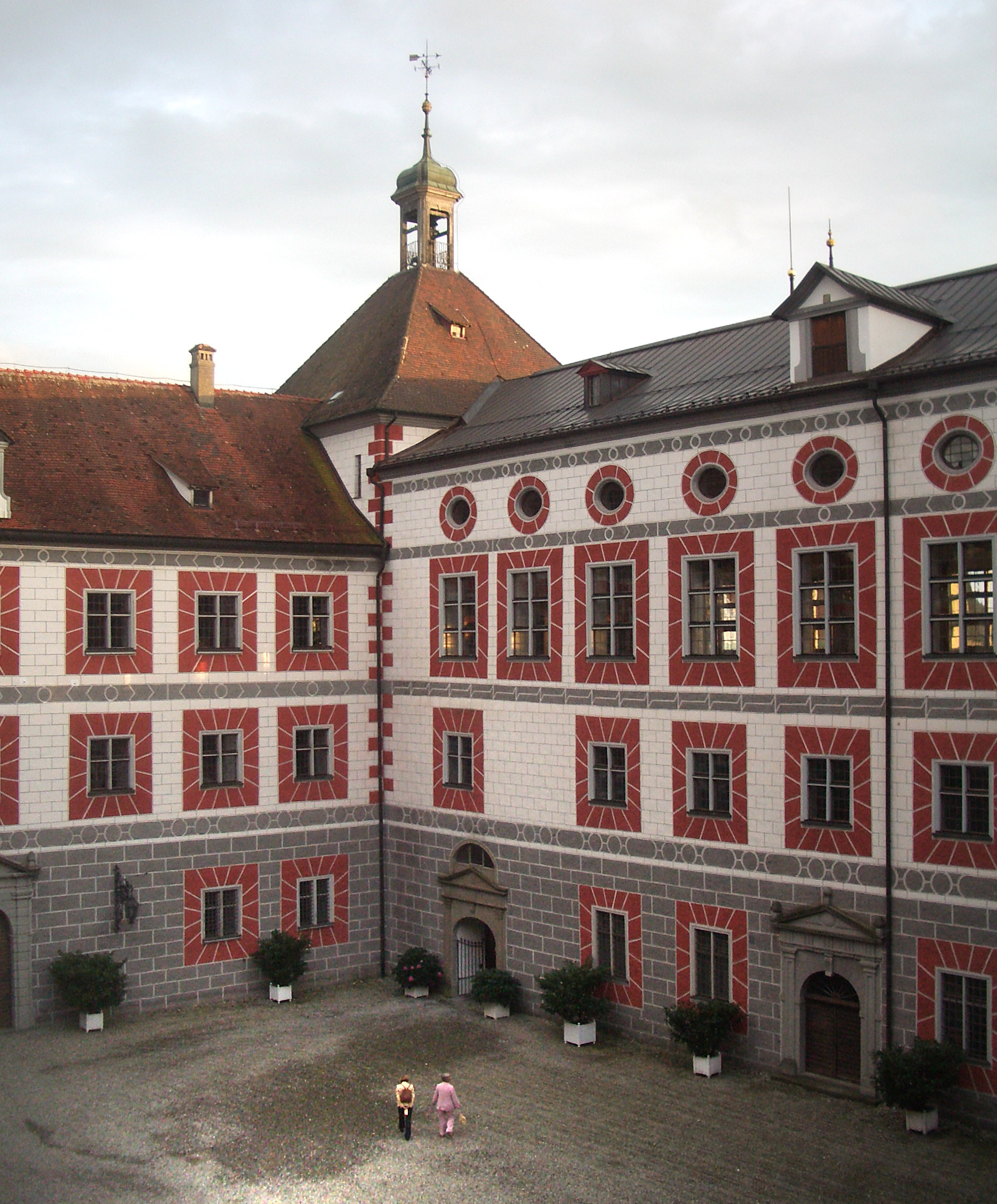
Innenhof von Schloss Wolfegg

## Familie
Der Erbgraf wurde auf den vollen Namen Friedrich Leopold Maria Joseph Michael von Waldburg zu Wolfegg und Waldsee getauft. Erbgraf Friedrich, der älteste Sohn des Fürsten Franz von Waldburg zu Wolfegg und Waldsee (1833–1906) und Sophie Leopoldine Ludovica von Arco-Zinneberg (1836–1909), Tochter des Grafen Maximilian von Arco-Zinneberg (1811–1885) und seiner Ehefrau Gräfin Leopoldine von Waldburg-Zeil (1811–1886), wurde 1861 geboren.
Sein Vater, Fürst Franz, war ein Standesherr im Königreich Württemberg. Die Mutter, Prinzessin Sophie in der Ausbildung von Kindern und Dienst an der katholischen Kirche engagiert. Friedrichs Bruder Maximilian (1863–1950) verbrachte den größten Teil seiner Schulzeit im Jesuitenkolleg Stella Matutina im österreichischen Feldkirch. Die im Geiste der Kavalierstouren durchgeführten Reisen führten ihn bis nach Dänemark, Irland und Island. Nach dem Tod seines Vaters und Bruders Friedrich war er Chef des Hauses.

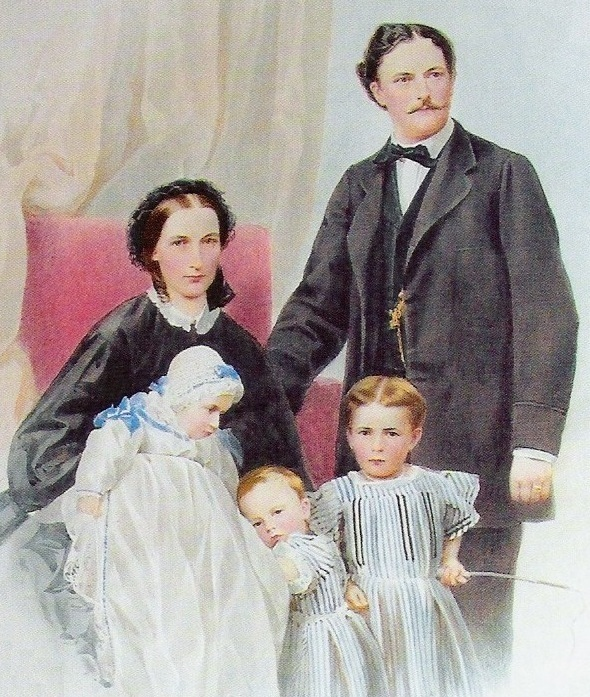
Franz von Waldburg-Wolfegg-Waldsee (1833–1906) mit seiner Familie, circa 1864

## Leben
Mit 22 Jahren begann Friedrich von Waldburg-Wolfegg-Waldsee im Jahr 1884 das Studium der Forstwissenschaften an der Staatswissenschaftlichen Fakultät der Universität Tübingen, welches er jedoch nach einem Jahr wieder aufgab. Als ältester Sohn der Familie trat er zur Freude der Mutter und nach Beratung mit seinem Onkel, Domkapitular August Wolfegg, 1887 in den Jesuitenorden ein, also im selben Jahr, da Gräfin Marie ihre endgültige Entscheidung fürs Klosterleben fällte. Bereits früh war Friedrich auf dem Weg, den sehnlichsten Wunsch der Mutter zu erfüllen: einen Priester als Sohn zu haben.
Seine 1887 beginnende Ausbildung als Novize erhielt Friedrich Waldburg-Wolfegg in Blyenbeck/Holland, man nannte ihn dort „Carissimus der Waldburg“. Seine Vorgesetzten notierten über ihn: „Sein ganzes Streben ging darauf hin, zu sein und zu scheinen wie alle anderen: ein gutes Mitglied der Gesellschaft Jesu.“ Philosophie und Theologie studierte er am Ditton Hall College der Jesuiten in Ditton. Die Feier seiner Primiz fand 1894 im Schlosshof von Wolfegg statt, mehr als 5000 Menschen sollen daran teilgenommen haben.
Erbgraf Friedrich von Waldburg zu Wolfegg und Waldsee (Pater Friedrich de Waldburg SJ) starb am 21. April 1895 in Ditton bei Widnes.